# 1918
| 1918                                                                     |
| ------------------------------------------------------------------------ |
| Dødsfald - Fødsler                                                       |
| • Begivenheder • Film • Litteratur • Musik • Politik • Sport • Videnskab |

| Gregoriansk kalender | 1918 MCMXVIII           |
| Ab urbe condita      | 2671                    |
| Armensk kalender     | 1367 ԹՎ ՌՅԿԷ            |
| Kinesiske kalender   | 4614 – 4615 丁巳 – 戊午 |
| Etiopisk kalender    | 1910 – 1911             |
| Jødisk kalender      | 5678 – 5679             |
| Hindukalendere       |                         |
| - Vikram Samvat      | 1973 – 1974             |
| - Shaka Samvat       | 1840 – 1841             |
| - Kali Yuga          | 5019 – 5020             |
| Iransk kalender      | 1296 – 1297             |
| Islamisk kalender    | 1337 – 1338             |

Konge i Danmark: Christian 10. 1912-1947
Se også 1918 (tal)

## Begivenheder
- Den spanske syge, en influenza med en særligt ondartet virus, bliver årsag til mellem 50 og 100 millioner dødsfald verden over.

### Januar
- 1. januar - på grund af fødevaremangel i Danmark er der rationeringer på en række fødevarer.[1]
- 1. januar - Rusland overgår til den gregorianske kalender

- 4. januar – Finland bliver uafhængig af Rusland.
- 8. januar – USA's præsident Woodrow Wilson fremlagde sin fredsplan for 1. verdenskrig
- 25. januar - Østrig–Ungarn og Tyskland afslår et fredsforslag fra USA
- 25. januar - Palads Teatret i København åbner
- 29. januar - "Slaget på Grønttorvet". En arbejderdemonstration på Københavns grønttorv (nuværende Israels Plads) bliver splittet af politiet.

### Februar
- 1. februar - Rusland går over til den gregorianske kalender
- 6. februar - i Storbritannien får kvinder over 30 år stemmeret til parlamentet
- 11. februar - Stormen på Børsen i København af syndikalister
- 14. februar - Rusland overgår til den gregorianske kalender
- 24. februar - Estland udråber sin selvstændighed i Pärnu; med Konstantin Päts som landets første præsident
- 26. februar -  historiens hidtil største sportsulykke (i moderne tid) går ud over Hong Kong Jockey Clubs væddeløbsbane, da nogle tribuner styrter sammen, og 604 mennesker omkommer

### Marts
- 3. marts – Veg Brest Litovsk-freden mellem Rusland og Tyskland udtræder Rusland af krigen
- 5. marts - Moskva afløser Petrograd (Skt. Petersborg) som Ruslands hovedstad
- 21. marts – Tyskland begynder sin sidste storoffensiv på vestfronten
- 31. marts - USA indfører for første gang sommertid, og amerikanerne må sætte urene en time frem

### April
- 1. april - det britiske luftvåben Royal Air Force dannes ved sammenlægningen af flådens Royal Naval Air Service og hærens Royal Flying Corps
- 10. april - Tyskerne indleder en offensiv ved Ypres
- 20. april - Manfred von Richthofen (Den Røde Baron) nedskyder sine 79. og 80. fly i luftkamp
- 21. april - den canadiske pilot Roy Brown skyder i en luftduel den tyske flyver "Den Røde Baron" (Manfred von Richthofen) ned over Vaux-sur-Seine i Frankrig

### Maj
- 1. maj - den danske ingeniør- og entreprenørvirksomhed Højgaard & Schultz grundlægges
- 16. maj - i Tyskland nedsættes den daglige brødration til 150 gram
- 17. maj - størstedelen af ledelsen af den irske politiske frihedsbevægelse Sinn Féin arresteres
- 28. maj - Christiansborg - det 3. i rækken - indvies
- 29. maj - Armenien besejrer Det osmanniske riges hær under Slaget ved Sardarabad

### Juni
- 8. juni - Nova Aquila, den klareste nova siden Kepler's nova i 1604, opdages
- 19. juni - Elna Munch holder sin jomfrutale i Folketinget som det første kvindelige folketingsmedlem
- 27. juni - for første gang redder et menneske livet ved at bruge en faldskærm

### Juli
- 1. juli – Den underjordiske Nørreport Station åbner
- 17. juli - Zar Nikolaj 2. og hans familie henrettes af tjekaen efter ordre fra bolsjevikkerne.
- 18. juli – Ententemagterne starter deres modoffensiv mod den tyske offensiv på vestfronten
- 19. juli - luftskibsbasen i Tønder bliver totalt ødelagt af bomber

### September
- 15. september – Ententemagterne iværksætter en offensiv mod Bulgarien.
- 29. september – Bulgarien kapitulerer til ententemagterne

### Oktober
- 1. oktober - en engelsk/arabisk hær under Lawrence of Arabia og emir Faisal erobrer Damaskus
- 1. oktober - togulykke ved Getå, koster 42 mennesker livet
- 3. oktober – Tyskland får første parlamentariske regering og indleder forhandlinger med ententemagterne
- 4. oktober – Østrig-Ungarn undertegner våbenstilstand med de Allierede
- 6. oktober - franske tropper erobrer Beirut, Libanon
- 9. oktober - det finske parlament tilbyder Frederik Karl af Hessen-Kassel tronen i det kortlivede finske kongedømme
- 10. oktober - på Grønttovet afholder Syndikalisternes Demonstrationsmøde, Thøger Thøgersen taler
- 16. oktober – Kejser Karl erklærer de østrigske lande i Østrig-Ungarn omdannet til en forbundsstat.
- 23. oktober – de danske sønderjyders rigsdagsmand H.P. Hanssen kræver i den tyske rigsdag, at Sønderjylland skal genforenes med Danmark
- 28. oktober - Tjekkoslovakiet får sin selvstændighed, efter de Allieredes sejr i 1. verdenskrig
- 29. oktober - Verdens første luftfartsselskab - Det Danske Luftfartselskab (DDL) - stiftes.
- Urolighederne på Grønttorvet 13. november 1918; Johannes Sperling kæmper med politiet på taget af en sporvogn30. oktober – Det Osmanniske Rige indgår aftale om våbenstilstand med Ententemagterne og udtræder dermed af 1. verdenskrig
- 30. oktober- Tjekkoslovakiet udråbes som republik under ledelse af Tomáš Masaryk og Edvard Beneš

### November
- 3. november - Polen erklærerede sig uafhængig fra Rusland
- 3. november - det Østrig–Ungarske imperium opløses
- 3. november - den tyske flåde i Kiel gør mytteri
- 4. november - Den tyske revolution starter da 40.000 matroser overtager havnen i Kiel
- 6. november - den Anden Polske Republik udråbes
- 9. november – Wilhelm 2. abdicerer som tysk kejser og flygter til Holland
- 11. november – 1. verdenskrig afsluttes, da Tyskland og Ententen (de Allierede) kl. 11.00, i en jernbanevogn i Compiègne-skoven, underskriver en våbenstilstand
- Folkemængde lytter til H. P. Hannsens tale d. 17. november 191811. november - Republikken Polen erklæres som selvstændig
- 12. november - Østrig-Ungarns sidste kejser, Karl 1. abdicerer dagen efter våbenstilstanden i første verdenskrig, og landet bliver en republik
- 13. november -  i protest mod, at flere fagforeningsledere er blevet arresteret udbryder der strejker flere steder i Danmark - og mange tusinde demonstranter mødes på Grønttorvet (nu Israels Plads) i København. De bliver angrebet voldsomt af politiet, og 22 demonstranter - blandt andet en 7-årig dreng - bliver hårdt kvæstet. Demonstrationen er blandt andet inspireret af revolutionerne i Berlin og Kiel tidligere på måneden
- 14. november - Tomas Masaryk bliver valgt til Tjekkoslovakiets første præsident
- 17. november - på et propfyldt folkemøde i Åbenrå kræver H.P. Hanssen sønderjydernes selvbestemmelsesret - genforening med Danmark
- 18. november - Letland udråber sig til selvstændig republik

### December
- 1. december - Island bliver selvstændig, i personalunion med Danmark. Dette varer indtil 1944
- 1. december - Kongeriget Jugoslavien oprettes
- 4. december - Præsident Woodrow Wilson forlader USA på USS George Washington for at tage til fredsforhandlinger i Paris. Det er første gang en siddende amerikansk præsident tager til Europa.
- 14. december – Portugals præsident, Sidonio Paes, der året forinden har tiltaget sig diktatorisk magt, myrdes ved et attentat, kun 6 uger efter, at han har overlevet et tidligere attentatforsøg
- 30. december - det tyske kommunistparti stiftes

## Født

### Januar
- 7. januar – Karl Eskelund, dansk journalist og rejseforfatter (død 1972).
- 15. januar – Gamal Abdel Nasser, egyptisk officer og præsident (død 1970).
- 17. januar – George M. Leader, amerikansk guvernør (død 2013).
- 21. januar – Richard Winters, officer under 2. verdenskrig (død 2011).
- 22. januar – Elmer Lach, canadisk ishockeyspiller (død 2015).
- 26. januar – Nikolae Ceauşescu, rumænsk kommunistleder og diktator (død 1989).
- 26. januar – Bernhard Baunsgaard, dansk politiker (død 1996).
- 26. januar – Philip José Farmer, amerikansk forfatter (død 2009).
- 27. januar – Elmore James, amerikansk jazzmusiker (død 1963).
- 29. januar – John Forsythe, amerikansk skuespiller (død 2010).

### Februar
- 1. februar – Henning Gantriis, dansk tegner (død 1989).
- 1. februar – Muriel Spark, skotsk forfatter (død 2006).
- 2. februar – Thorkild Bjørnvig, dansk digter og litteraturhistoriker (død 2004).
- 2. februar – Hella S. Haasse, hollandsk forfatter (død 2011).
- 4. februar – Johannes Meyer Andersen, dansk maler (død 2005).
- 15. februar – Allan Arbus, amerikansk skuespiller (død 2013).
- 19. februar – Fay McKenzie, amerikansk skuespillerinde (død 2019).
- 22. februar – Don Pardo, amerikansk radio og tv-speaker (død 2014).
- 26. februar – Otis R. Bowen, amerikansk guvernør og sundhedsminister (død 2013).

### Marts
- 3. marts – Arthur Kornberg, amerikansk biokemiker (død 2007).
- 4. marts – Margaret Osborne duPont, amerikansk tennisspiller (død 2012).
- 5. marts – James Tobin, amerikansk økonom (død 2002).
- 13. marts – Hans-Henrik Krause, dansk skuespiller og instruktør (død 2002).
- 18. marts – Erik Skinhøj, dansk overlæge og rektor (død 1983).
- 20. marts – Marian McPartland, engelsk jazz pianist (død 2013).
- 21. marts – Patrick Joseph Lucey, amerikansk guvernør og ambassadør (død 2014).
- 22. marts – Cheddi Jagan, præsident for Guyana 1992-97 (død 1997).

### April
- 1. april – Ib Henrik Cavling, dansk forfatter (død 1978).
- 8. april – Betty Ford, tidl. amerikansk præsidentfrue (død 2011).
- 9. april – Jørn Utzon, dansk arkitekt (død 2008).
- 17. april – William Holden, amerikansk skuespiller (død 1981).
- 18. april – Gabriel Axel, dansk tv-, teater- og filminstruktør (død 2014).
- 20. april – Kai Siegbahn, svensk fysiker (død 2007).
- 22. april – Orla Bundgård Povlsen, dansk digter og journalist (død 1982).
- 22. april – Torben Nielsen, dansk forfatter (død 1985).

### Maj
- 9. maj – Mike Wallace, amerikansk journalist (død 2012).
- 10. maj - Thomas Berry Brazelton, amerikansk børnelæge (død 2018).
- 11. maj – Richard Feynman, amerikansk fysiker (død 1988).
- 12. maj – Julius Rosenberg, Sovjetisk spion (død 1953).
- 15. maj – Joseph Wiseman, canadisk skuespiller (død 2009).
- 17. maj – Birgit Nilsson, svensk sopran (død 2005).
- 20. maj – Edward B. Lewis, amerikansk genetiker (død 2004).
- 27. maj – Yasuhiro Nakasone, japansk politiker (død 2019).

### Juni
- 6. juni – Edwin G. Krebs, amerikansk biokemiker (død 2009).
- 10. juni – Patachou, fransk skuespillerinde og sangerinde (død 2015).
- 18. juni – Jerome Karle, amerikansk kemiker og nobelprismodtager (død 2013).
- 19. juni – Gunnel Vallquist, svensk forfatter og kritiker (død 2016).
- 27. juni – Willy Breinholst, dansk forfatter og humorist (død 2009).

### Juli
- 4. juli – Taufa'ahau Tupou 4. af Tonga, (død 2006).
- 12. juli – Tage Voss, dansk læge og forfatter (død 2017).
- 13. juli – Alberto Ascari, italiensk racerkører (død 1955).
- 14. juli – Ingmar Bergman, svensk filminstruktør (død 2007).
- 15. juli – Bertram N. Brockhouse, canadisk fysiker (død 2003).
- 15. juli – Brenda Milner, britisk-canadisk neuropsykolog.
- 18. juli – Nelson Mandela, sydafrikansk politiker (død 2013).
- 18. juli – Jørgen Fønss, dansk skuespiller og kgl. operasanger (død 2003).
- 19. juli – Carl Ottosen, dansk skuespiller, manuskriptforfatter og instruktør (død 1972).
- 24. juli – Jenny Kammersgaard, dansk svømmer (død 1997).
- 31. juli – Paul D. Boyer, amerikansk biokemiker (død 2018).

### August
- 13. august – Frederick Sanger, britisk nobelpristagende biokemiker (død 2013).
- 25. august – Leonard Bernstein, amerikansk komponist og dirigent (død 1990).
- 30. august – Ted Williams, amerikansk baseballspiller (død 2002).

### September
- 3. september – Helen Wagner, amerikansk skuespillerinde (død 2010).
- 9. september – Oscar Luigi Scalfaro, italiensk præsident (død 2012).
- 15. september – Eigil Nielsen, dansk fodboldspiller og grundlægger (død 2000).
- 18. september – Carl-Gustav Esseen, svensk matematiker (død 2001).
- 20. september – Sven Methling, dansk filminstruktør og manuskriptforfatter (død 2005).
- 20. september – Bjørn Wiinblad, dansk keramiker (død 2006).
- 26. september – Alex Friedmann, dansk fodboldspiller og advokat (død 1997).

### Oktober
- 1. oktober – Nathalie Lind, dansk politiker og justitsminister (død 1999).
- 4. oktober – Kenichi Fukui, japansk kemiker (død 1998).
- 8. oktober – Jens Christian Skou, dansk fysiolog og nobelprismodtager (død 2018).
- 8. oktober – Holger Jensen, dansk arkitekt og grafiker (død 2004).
- 9. oktober – E. Howard Hunt, amerikansk forfatter og spion, ophavsmand til Watergate-skandalen (død 2007).
- 17. oktober – Rita Hayworth, amerikansk skuespillerinde (død 1987).
- 18. oktober – Konstantinos Mitsotakis, græsk politiker (død 2017).
- 23. oktober – Ulrik Neumann, dansk guitarist og komponist (død 1994).
- 24. oktober – Ole Dorph-Jensen, dansk atlet (død 2011).
- 27. oktober – Jens-Anton Poulsson, norsk officer (død 2010).
- 27. oktober – Elith Nørreholm, dansk journalist og programvært (død 1991).

### November
- 7. november – Billy Graham, amerikansk vækkelsesprædikant (død 2018).
- 20. november – Gutte Eriksen, dansk keramiker (død 2008).
- 26. november – Patricio Aylwin, chilensk senator og præsident (død 2016).
- 30. november – Efrem Zimbalist, Jr., amerikansk skuespiller (død 2014).

### December
- 2. december – Ove Guldberg, tidligere dansk minister (død 2008).
- 7. december – Caja Heimann, dansk skuespiller (død 1988).
- 11. december – Aleksandr Isajevitj Solsjenitsyn, russisk forfatter og nobelprismodtager (død 2008).
- 11. december – Erling Bjøl, dansk politolog, journalist, professor og forfatter (død 2023).
- 20. december – Audrey Totter, amerikansk skuespillerinde (død 2013).
- 22. december – Lis Møller, dansk politiker og journalist (død 1983).
- 23. december – Helmut Schmidt, tidligere tysk forbundskansler (død 2015).
- 25. december – Anwar Sadat, egyptisk præsident (død 1981). – myrdet.

## Dødsfald

### Januar
- 4. januar – Carl Aarsleff, dansk billedhugger (født 1852).
- 6. januar – Georg Cantor, tysk matematiker (født 1845).
- 10. januar – August Oetker, tysk grundlægger (født 1862).

### Februar
- 6. februar – Gustav Klimt, østrigsk maler (født 1862).
- 8. februar – Louis Renault, fransk jurist og nobelprismodtager (født 1843).
- 10. februar – Ernesto Teodoro Moneta, italiensk forelægger, politiker og nobelprismodtager (født 1833).

### Marts
- 13. marts – César Cui, litauisk komponist (født 1835).
- 15. marts – Lili Boulanger, fransk komponist (født 1893).
- 25. marts – Claude Debussy, fransk komponist (født 1862).

### April
- 11. april – Otto Wagner, østrigsk arkitekt (født 1841).
- 20. april – Karl Ferdinand Braun, tysk fysiker og nobelprismodtager (født 1850).
- 21. april – Manfred von Richthofen, bedre kendt som Den røde baron, skydes ned (født 1892).
- 28. april – Gavrilo Princip, morderen fra Sarajevo 1914 (født 1894). – død i fængsel.

### Juni
- 4. juni – Charles W. Fairbanks, amerikansk vicepræsident (født 1852).
- 10. juni – Arrigo Boito, italiensk komponist (født 1842).

### Juli
- 16. juli – Den russiske Zar Nikolaj den 2. og hans familie myrdes af det hemmelige politi i Jekaterinburg (født 1868).
- 31. juli – Peter Nansen, dansk forfatter og forlagsdirektør (født 1861).

### August
- 6. august – Camillus Nyrop, dansk industrihistoriker (født 1843).

### September
- 8. september – V.A. Secher, dansk retshistoriker og rigsarkivar (født 1851).
- 10. september – Jacob Peter Jacobsen, dansk historiker og forfatter (født 1869).
- 28. september – Georg Simmel, tysk sociolog og filosof (født 1858).

### Oktober
- 14. oktober – Rudolf Bruhn, dansk forfatter og lærer (født 1889).
- 31. oktober – Grev István Tisza, ungarsk førsteminister (myrdet).
- 31. oktober – Egon Schiele, østrigsk maler (født 1890).

### November
- 9. november – Guillaume Apollinaire, fransk digter, forfatter og kunstkritiker (født 1880).
- 16. november – Johan Henrik Deuntzer, dansk konseilpræsident (født 1845).
- 23. november – Harald Kidde, dansk forfatter (Aage og Else, Helten) (født 1878).

### December
- 2. december – Sigurd Müller, dansk forfatter, rektor, kunst- og litteraturhistoriker (født 1844).
- 12. december – Oscar Bruun Muus, dansk politiker og minister (født 1847).
- 20. december – Jacob Hegel, dansk forlagsboghandler (født 1851).
- 21. december – Christian Moltke, dansk politiker og godsejer (født 1833).

## Nobelprisen
- Fysik – Max Planck
- Kemi – Fritz Haber
- Medicin – Ingen prisuddeling.
- Litteratur – Ingen prisuddeling.
- Fred – Ingen prisuddeling.

## Film
- Himmelskibet – af instruktør Holger-Madsen
- Præsten fra Havet – af instruktør Fritz Magnussen

## Bøger
- Paw af Torry Gredsted
- 8. december - admiralinde Emma Gad udsender sin berømte bog Takt og Tone.